# Women's Tour Down Under
El Women's Tour Down Under, conegut per motius comercials com el Santos Women's Tour és una cursa ciclista femenina per etapes que es disputa anualment a Austràlia. És la versió femenina del Tour Down Under. Al llarg de la seva història ha canviat de nom per motius comercials i també de format.
Des del 2016 forma part del calendari internacional de l'UCI. Les seves primeres dues edicions van integrar la categoria 2.2; el 2018 va ascendir a la 2.1; el 2020 va ser una de les curses de les Women's UCI ProSeries i, des del 2022, és una de les proves de l'UCI Women's World Tour, tot i que tant el 2021 com el 2022 no es va disputar a causa de la pandèmia de la covid-19.

## Palmarès
| Any                                                     | Vencedora            | Segona               | Tercera               |         |
| ------------------------------------------------------- | -------------------- | -------------------- | --------------------- | ------- |
| Jacob's Creek Tour Down Under (amateur)                 |                      |                      |                       |         |
| 2004                                                    | Oenone Wood          | Sara Carrigan        | Olivia Gollan         |         |
| 2005                                                    | Jenny MacPherson     | Rochelle Gilmore     | Alexis Rhodes         |         |
| The Advertiser Women's Criterium Series (amateur)       |                      |                      |                       |         |
| 2006                                                    | Jenny MacPherson     | Sally Cowman         | Bridget Evans         |         |
| UniSA Women's Criterium Series (amateur)                |                      |                      |                       |         |
| 2007                                                    | Jenny MacPherson     | Belinda Goss         | Peta Mullens          |         |
| Rendition Homes - Santos Women's Cup (amateur)          |                      |                      |                       |         |
| 2011                                                    | Chloe Hosking        | Annette Edmondson    | Nicole Whitburn       |         |
| Santos Women's Tour - Tour Down Under Women's (amateur) |                      |                      |                       |         |
| 2012                                                    | Judith Arndt         | Rebecca Werner       | Alexis Rhodes         |         |
| 2013                                                    | Kimberley Wells      | Nicole Whitburn      | Jenny MacPherson      |         |
| 2014                                                    | Loes Gunnewijk       | Valentina Scandolara | Amanda Spratt         |         |
| 2015                                                    | Valentina Scandolara | Melissa Hoskins      | Loren Rowney          |         |
| Santos Women's Tour - Tour Down Under Women's           |                      |                      |                       |         |
| 2016                                                    | Katrin Garfoot       | Shelley Olds         | Lauren Kitchen        |         |
| 2017                                                    | Amanda Spratt        | Janneke Ensing       | Kirsten Wild          |         |
| 2018                                                    | Amanda Spratt        | Lauren Stephens      | Katrin Garfoot        |         |
| 2019                                                    | Amanda Spratt        | Lucy Kennedy         | Rachel Neylan         |         |
| 2020                                                    | Ruth Edwards         | Liane Lippert        | Amanda Spratt         |         |
| 2021                                                    | suspesa              | suspesa              | suspesa               | suspesa |
| 2022                                                    | suspesa              | suspesa              | suspesa               | suspesa |
| 2023                                                    | Grace Brown          | Amanda Spratt        | Georgia Williams      |         |
| 2024                                                    | Sarah Gigante        | Nienke Vinke         | Neve Bradbury         |         |
| 2025                                                    | Noemi Rüegg          | Silke Smulders       | Mie Bjørndal Ottestad |         |